# Masacre de Janauba
La masacre de Janaúba fue una masacre escolar ocurrida el 5 de octubre de 2017, en una guardería municipal del municipio de Janaúba, en el estado brasileño de Minas Gerais.
El vigilante, Damião Soares dos Santos, nocturno de la guardería Gente Inocente, en el barrio Río Novo, se prendió fuego a sí mismo, a una profesora y a varios niños, lo que provocó varias muertes.

## Ataque
En la mañana del 5 de octubre de 2017, el sereno del Centro de Educación Infantil Municipal Gente Inocente, Damião Soares dos Santos, de 50 años, llegó a la guardería diciendo que iba a entregar un certificado médico. Después de entrar, irrumpió en un aula, donde decenas de niños de entre 3 y 7 años participaban en actividades escolares normales. Luego cerró la puerta y arrojó combustible sobre varios niños, el personal y él mismo, prendiéndose fuego. Según el delegado regional Bruno Fernandes, incluso abrazó a algunos niños en medio de las llamas.
Como resultado de sus acciones, se produjo un incendio en el local, matando en el lugar a cuatro niños y dejando decenas de heridos. Seis niños más, las profesoras Heley de Abreu y Jéssica Morgana, el asistente Geni Oliveira y el propio atacante murieron después de ser rescatados, totalizando catorce muertes.
Algunos de los heridos vieron agravada su condición por la inhalación de humo. Algunas víctimas fueron trasladadas a la Santa Casa de Montes Claros, a unos 130 km de Janaúba. Las víctimas con quemaduras más graves fueron trasladadas, mediante aeronaves, al Hospital João XXIII, en Belo Horizonte, a aproximadamente 550 kilómetros de distancia y que cuenta con atención especializada en quemados.

## Responsable
El guardia de seguridad Damião Soares dos Santos, nacido el 21 de mayo de 1967 en la ciudad de Porteirinha, fronteriza con Janaúba, eligió el tercer aniversario de la muerte de su padre para incendiar la guardería. La policía encontró galones de gasolina en su casa y, dos días antes del incendio, le dijo a su familia que iba a morir y que les daría ese “regalo” a sus parientes. Era el más joven de los hermanos en una familia pobre de siete mujeres y cuatro hombres. Era un individuo discreto que vendía paletas heladas que él mismo hacía a los niños.
Damião era empleado del ayuntamiento desde 2008 y estaba ausente de la guardería desde julio, primero por vacaciones y luego por problemas médicos. Una de sus hermanas afirmó que el guardia había estado experimentando problemas mentales que comenzaron después de la muerte de su padre. En 2014 buscó al Ministerio Público del Estado, que lo remitió al Centro de Atención Psicosocial (CAPS) de Janaúba, pero Damião rechazó el tratamiento.
Nunca se casó ni tuvo hijos, y la casa de dos habitaciones donde vivió en los últimos años era, según el jefe de policía, "totalmente insalubre e inhóspita". Durante los registros realizados al inmueble, agentes de la Policía Civil encontraron notas con textos confusos y poco conectados, que contenían referencias al Estatuto del Niño y del Adolescente . Una nota de la Policía Civil llegó incluso a afirmar que el guardia estaba "obsesionado con los niños".

## Reacciones
El alcalde de Janaúba, Carlos Isaildon Mendes (PSDB), calificó la tragedia de "catastrófica". Pidió ayuda al gobierno estatal, que proporcionó helicópteros y hospitales, y a los municipios vecinos, que facilitaron ambulancias y suministro de medicamentos para las víctimas de quemaduras. El gobernador Fernando Pimentel declaró tres días de duelo oficial y ordenó a todas las fuerzas de seguridad y salud del Estado trabajar en la asistencia a las víctimas y realizar las investigaciones, además de crear un puesto de comando de emergencia en la ciudad. En una publicación en Twitter, el presidente Michel Temer dijo: «Como padre, imagino que esta debe ser una pérdida extremadamente dolorosa. Espero que estas cosas no vuelvan a ocurrir en Brasil. Lamento profundamente esta tragedia con los niños de Janaúba (MG). Quiero expresar mi solidaridad con las familias».
El 8 de octubre, Temer concedió la Orden Nacional del Mérito al profesor Heley de Abreu Silva Batista, fallecido en el incendio. En un comunicado, la Secretaría de Comunicación Social de la Presidencia de la República afirmó que "el homenaje se otorga a personas que han dado ejemplos de dedicación y servicio al país y a la sociedad brasileña" y que "este es el caso de la profesora Heley Batista, quien sacrificó su propia vida para salvar la de sus alumnos, en un gesto de coraje y heroísmo que conmovió a todos", añadió. La maestra se hizo conocida por haber logrado salvar a algunos de los niños que se encontraban en la guardería y también por haber luchado contra el guardia de seguridad que inició el incendio.
El gobierno federal también liberó 8,7 millones de reales para la reconstrucción de la guardería incendiada y para la construcción de otras dos instituciones educativas, una de las cuales llevaría el nombre del profesor Heley Batista. También se construirá un monumento en memoria de las víctimas.
La prensa internacional también informó sobre el ataque a la guardería Janaúba. La cadena británica BBC destacó que vídeos muestran escenas de caos en la zona exterior de la guardería y que 40 personas fueron trasladadas a hospitales. El diario estadounidense The New York Times y el canal de noticias CNN también informaron sobre la situación, destacando que el hombre era empleado del lugar. El diario argentino La Crónica destacó que los niños murieron luego de que un hombre "enloqueciera" y prendiera fuego a una guardería.

## Indemnidad
La Defensoría Pública del Estado de Minas Gerais presentó acción civil pública contra el municipio de Janaúba solicitando indemnización por daños morales, patrimoniales y estéticos a las víctimas y sus familiares. El defensor público Gustavo Dayrell manifestó que, “en virtud de su carácter de garante, el municipio es responsable de la seguridad física de los niños mientras se encuentren en las instalaciones de la estancia infantil, respondiendo por cualquier lesión que sufran, cualquiera que sea su naturaleza”, y que el guardia era servidor público municipal. También señaló una omisión de la alcaldía de Janaúba, que permitió que la guardería funcionara incluso sin permiso del Cuerpo de Bomberos y que no tuviera salida de emergencia.
El Ayuntamiento de Janaúba firmó un Acuerdo de Ajuste de Conducta (AAC) con el Ministerio Público de Minas Gerais (MPMG) para el pago de indemnizaciones a las víctimas del incendio, enfatizando que "el pago anticipado de la indemnización no implica ninguna confesión ni declaración de que el Municipio de Janaúba/MG actuó con culpa o contribuyó de alguna manera al incendio mencionado".
En 2022, se anunció que el edificio había sido renovado, con cambios estructurales para aliviar el trauma, pero muchas familias aún viven con profundas heridas emocionales.